# Las comedias de Darío Vittori
Las comedias de Darío Vittori fue un ciclo humorístico emitido semanalmente por Canal 13 y Canal 2  entre 1989 y 1990 protagonizado por el gran capocómico Darío Vittori junto a un elenco rotativo.
Fue un exitoso programa que catapultó al actor cómico de una larga trayectoria tanto en cine, como en teatro y la televisión a la fama durante la década de los ochenta.
Por el ciclo pasaron grandes y reconocidos artistas como Beatriz Taibo, Cristina Alberó, Estela Molly, Ignacio Quirós, Stella Maris Closas, María Fiorentino, Adriana Salgueiro, Cecilia Cenci, Graciela Pal, María Rosa Fugazot, Coni Vera, Pablo Codevila, Pachi Armas, Rodolfo Machado, Selva Mayo, entre otros.
Constaba de 14 capítulos emitidos una vez por semana en la que relataban diferentes historias bajo un marco de excentricidades y dramatismos familiares, todas ellas dirigidas por Vittori, que entre diálogos y pequeños comentarios hacia la cámara aportaron un nuevo marco de humor.

## Episodios[3]
Ep. N°1: La nena se nos va: Tadeo es un hombre de familia agobiado por la vida de sus dos hijas. Laurita (Victoria Carreras), la menor y solterona, le trae un nuevo candidato y una impactante noticia: Se muda a la casa de una amiga. Cuya decisión no cae para nada bien a Tadeo que hará lo posible para evitar que eso pase. Elenco:
- Darío Vittori como Tadeo.
- Cecilia Cenci como Rita.
- Juan Manuel Portal como Coquito.
- Graciela Pal como Tota.
- Victoria Carreras como Laurita.
- Alejo García Pinto como Gustavo.
- Ricardo Dupont como Ricardo.
- Patricia Etchegoyen como Susana.
- Gaston pozzo como Fernandito.

Ep. N°2: : Mi querida senadora: Haroldo es un famoso novelista, que en una de sus estrategias propuestas por su socio (Rodolfo Machado), decide disimular un intento de suicidio como medio para difundir la promoción de su próxima novela, sin pensar los grandes enredos que esto provocará en su entorno amoroso. Elenco:
- Darío Vittori como Haroldo Fuentes.
- Emilio Comte como el doctor.
- Patricia Dal como la enfermera.
- Ignacio Quirós como el marido de la senadora.
- Hilda Viñas como Mamá Palmira.
- Constanza Maral como Chela (la novia).
- Rodolfo Machado como Wilfredo (el editor).
- Stella Maris Closas como Catalina (la senadora).
- Cristina Alberó como Paquita (la mucama).

Ep. N°3: Con la mujer de un amigo es veneno. Dalmacio (Vittori) se ve involucrado en una situación conflictiva entre su mejor amigo Javier y su esposa Olga. Lo cual su ayuda termina empeorando aún más esa relación.
- Darío Vittori como Dalmacio Gargiulo.
- Cristina Alberó como Florencia Gargiulo.
- María Fiorentino como Olga.
- Emilio Comte como Javier

Ep. N°4: Los buitres Llegaron a la ciudad: Edison, un hombre de negocios, sufrió la pérdida de su mejor socio, Oligario. Cansado de la peleas con su secretaria Thelma (Graciela Pal) y de su dulce familia, idea su propia muerte para saber que tan querido es. Elenco:
- Darío Vittori como Edison García.
- Graciela Pal como Thelma.
- Susana Ortiz como Wanda.
- Elvira Vicario como Daniela García.
- Ovidio Fuentes como Jorge.
- Marcelo Piraino como el nieto de García.
- Natalia Di Franceso como Julieta, la nieta de García.
- Roberto Fiore como Dr. Fernández
- Daniela Berco como la mucama.

Ep. N.º 5: El pollerudo: Lorenzo es un secretario que vive con su insoportable familia que lo presionan con pedir un ascenso en su trabajo y así ganar mucho más. La situación se complica cuando su jefe (Juan Carlos Puppo) lo asciende de cargo pero manteniendo el mismo sueldo que antes. Elenco:
- Darío Vittori como Lorenzo.
- Alicia Aller como Eugenia.
- Norberto Gonzalo como Fabián.
- Lucrecia Capello como Brígida (la hermana de Lorenzo).
- Nelly Fontán como Eduviges (la esposa de Lorenzo).
- Claudia Flores como Cristina (la hija menor de Lorenzo).
- Coni Vera como la hija mayor de Lorenzo.
- Gaston Pozzo como Ovidio Gonzalez.
- Juan Carlos Puppo como el Sr. Pagliari
- Betty Villar como Fanny, la secretaria.

Ep. N°6: La casa de tutti quanti: Walter, quien se encuentra recién casado con Coca (Estela Molly), decide volver de España a su hogar, cuyo cuidado mientras él estaba afuera del país era de su amigo "Macoco". Los problemas no se harán tardar cuando una vez en su casa comienzan a desfilar una serie de personajes ligados a su amigo y a su pariente más cercano, y que les traerán serios conflictos a su matrimonio. Elenco:
- Darío Vittori como Walter.
- Estela Molly como Coca.
- Cris Morena como Mariel (la prima de Walter).
- Héctor Giovine como Macoco.
- Edgardo Moreira como Ricardo.
- Iliana Calabró como la novia de Macoco.
- Sandra Domínguez como Marga.
- Luis Graziano como Yiyo.
- Patricia Dal como la amiga de Freddy.

Ep. N.º 7: Mi cuñado se las trae: Lalo vive soportando el carácter controlador de su mujer, Teresa (Beatriz Taibo). Cuando esta le dice que su madre (Chany Mallo) se va a ir a vivir con ellos si no le cuenta la verdad sobre la misteriosa novia de su cuñado Coco (Pablo Codevilla), a Lalo no le va a quedar otra más que ponerse a investigar. Elenco:
- Darío Vittori como Lalo.
- Beatriz Taibo como Teresa.
- Chany Mallo como Doña Catalina.
- Pablo Codevilla como Coco.
- Sandra Villarruel como Rosarito.
- Mecha Fernández como la falsa novia de Coco.

Ep. N.º 8: De profesión: Mano Derecha:
- Darío Vittori como Gastón.
- María José Demare como Luci, la secretaria.
- María Fiorentino como Anita.
- Pachi Armas como Gaspar.
- María Rosa Fugazot como Roberta.
- Fernanda Gómez
- Carlos Mena como el Sr. Alan Linárez
- Marina Tórtona

Ep. N°9: Con adolescentes a mi...:
- Darío Vittori como Demetrio.
- Catalina Speroni como Nilda.
- Adrián Suar como Fabián "El Laucha".
- Diego Torres como Jack.
- María Miranda como Marcela.
- Damián Canavezzio como Quique.
- Sebastián Miranda como Nicky.
- Gloria Fichera como Coqui.
- Fernanda Gómez como Charito.

Ep. N.º 10: Un metejón fuera del tarro: Vittorio (Darío Vittori), un hombre maduro, viudo, con dos hijos grandes (Pepe Monje y Lorena Paola), es invitado por un matrimonio amigo a pasar un fin de semana en una casa de campo. Allí conoce a Popi (Alejandra Darín), la sobrina del anfitriona, una muchacha de 20 años, que está cansada de muchachos jóvenes y que se interesa en él. Vittorio no está convencido de corresponderle porque podría ser su hija. La insistencia de la muchacha, tanto durante como después del fin de semana, generará varios enredos.
- Darío Vittori como Vittorio.
- Lorena Paola como Romina.
- Pepe Monje como Cacho.
- Vita Escardo como Betty, la secretaria.
- Ovidio Fuentes como Julián.
- Graciela Pal como Rina.
- Alejandra Darín como Popi.
- María Bufano como Nelly.

Ep. N°11: Desnuda y en mi cama: Huberto no sabe que hacer con la mujer de su ahijado (Julián Weich), quien decidió hospedarla en su casa cuando el intentaba descansar de un viaje de su mujer. Un malentendido con su alocada cuñada (Constanza Maral), le traerá serios problemas.
- Darío Vittori como Huberto.
- Estela Kiesling como Vilma (esposa de Huberto).
- Constanza Maral como Tita (cuñada).
- Julian Weich como Carlitos (ahijado).
- Deborah Warren como Piru (novia de Carlitos).
- Paola Papini como Leonor, la secretaria.
- Edgardo Moreira como Chiche.
- Gaston Pozzo como Jaime.

Ep. N°12: Me voy a casa de mi nuera: Félix tiene un gran problema cuando su esposa (Beatriz Taibo) se entera de que su terapeuta es en realidad una mujer. Por lo que éste decide irse a vivir unos días a la casa de su querida nuera (Gabriela Acher), quien le dará la ayuda que necesita.
- Darío Vittori como Félix.
- Beatriz Taibo como Gladys.
- Gabriela Acher como Miriam.
- Ricardo Dupont como Fito.
- Linda Peretz como la secretaria de Fito.

Ep. N°13: Profecías son profecías:
- Darío Vittori
- Alicia Aller como Asunción.
- Alejandra Darín como Blanca.
- Adrián Suar como Lito.
- Adriana Salgueiro como Carolina.
- Emilio Vidal como Mingo.
- Luis Cordara como Paco.
- María Alexandra como Thelma.

Ep. N°14: Siempre hay una primera vez: Dionisio es un hombre de trabajo, con una esposa (Henny Trayles) quisquillosa y un hijo (Pablo Codevilla) muy rebelde y astuto. En un momento de astucia Beto decide convencer a su madre de viajar a la casa de unos familiares junto con su padre, dejando así la casa vacía para traer a unas chicas. El drama surge cuando regresan repentinamente de dicho viaje y se encuentra con la escena. 
- Darío Vittori como Dionisio.
- Henny Trayles como la esposa de Dionisio.
- Pablo Codevilla como Beto.
- Alejo García Pinto como Javier.
- Marta Garbizu como Ramona.
- María Ester Lovero como Vívian.
- Noemí Inés Munt como Luisina, la tía de Vívian.

EQUIPO TÉCNICO:
En Canal 13:
- Libro: GIUS
- Vestuario: Martha Trobbiani
- Escenografía: Seijas - Horacio de Lázzari
- Iluminación: Adolfo Abate - Jorge Aguiló - Arquímedes Benítez
- Producción: Jorge Gerardi
- Asistente de dirección: Salvador D Anna / José Giedris / Osvaldo Zambotti
- Producción ejecutiva: Edgardo Borda
- Dirección: Oscar Maresca
- En canal 2
- Libro: Guis - Elio Eramy
- Escenografía: Stella Dorsi
- Iluminación: Polo Silveyra
- Sonido y musicalización: Enrique Zuvialde
- Asistente de dirección: Eduardo Lódolo
- Producción: Ilenana Andino
- Dirección: Pedro Pablo Bilán